# Себолада
Себолада (порт. cebolada, от cebola, «лук») — португальское луковое стью, луковый соус или паста, приготовленная из лука в качестве основного ингредиента. 

## Приготовление
На разогретую сковороду добавляют оливковое масло, измельчённые лук и чеснок, они тушатся около 5 минут, пока лук не станет прозрачным, затем добавляют томатную пасту, соус пименто, паприку, соль и воду, продолжают готовить, помешивая несколько минут.

## Блюда с себоладой
Соус может сопровождать различные блюда, например, из морепродуктов, приготовленные из филе рыбы-меч. Atum de cebolada — это блюдо, приготовленное из филе тунца и себолады, с карамелизированным луком.
Себолада используется в блюдах из говядины, таких как bifes de cebolada (также bife de cebolada), в котором используются тонко нарезанные стейки и себолада. Дополнительные ингредиенты для приготовления блюда включают белое вино, уксус и сливочное масло. Bifes de cebolada часто встречается меню португальских ресторанов и традиционно подаётся с жареным картофелем по-португальски.